# Grottes d'Amarnath

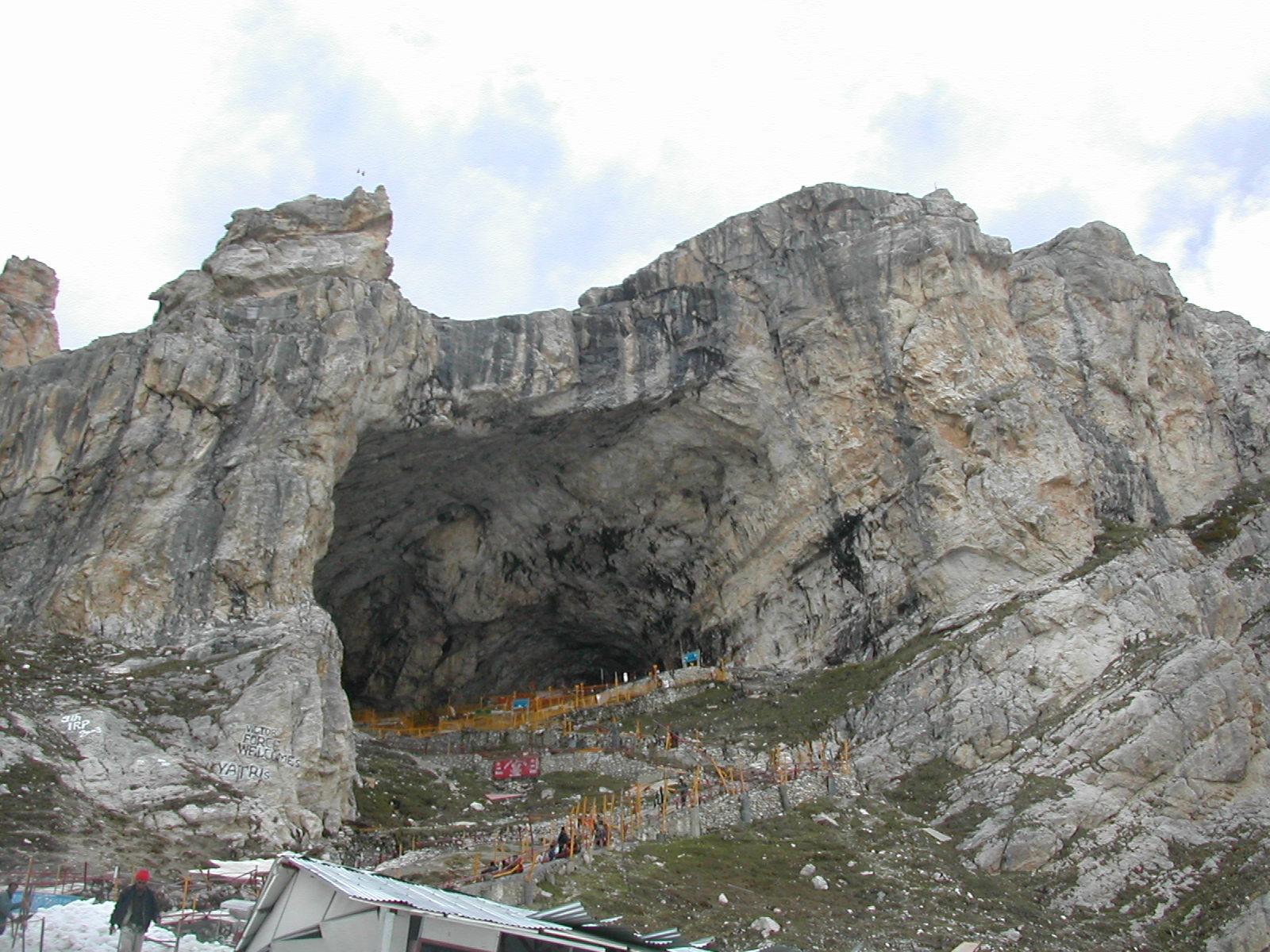
Sanctuaire d'Amarnath

Les grottes d'Amarnath (hindi : अमरनाथ गुफा ; ourdou : امرناتھ گُپھا) comptent parmi les plus célèbres sanctuaires de l'hindouisme, et sont dédiées au dieu Shiva ; elles sont situées dans le territoire de Jammu-et-Cachemire, dans l'Inde. Le sanctuaire serait vieux de 5 000 ans, et a sa place dans l'ancienne mythologie hindoue. 

## Description

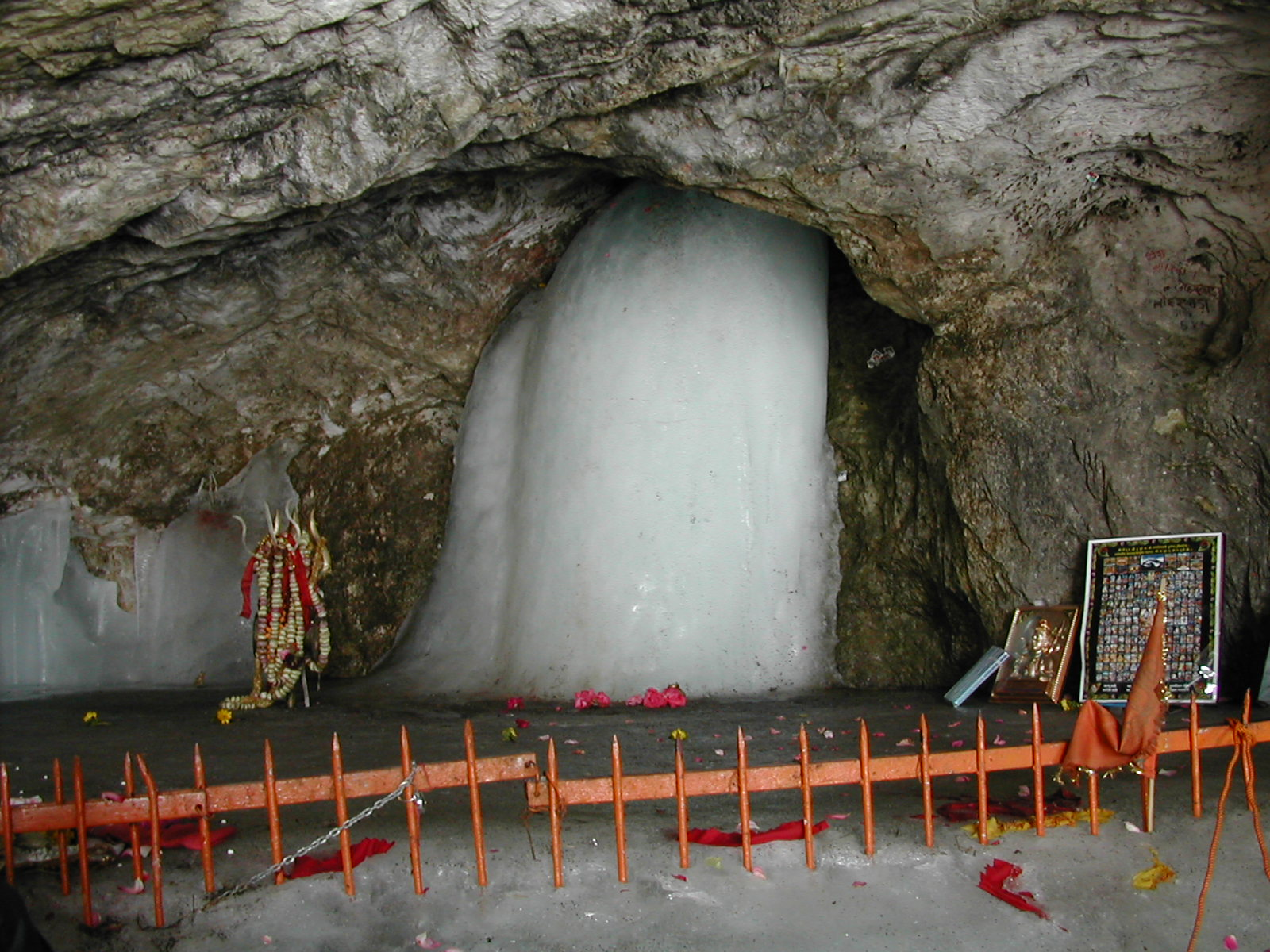
Shiva lingam à Amarnath

À l'intérieur de la grotte principale se trouve une stalagmite de glace, ressemblant par sa forme au Shiva linga ; ce lingam de glace prend du volume de mai à août, pour en perdre ensuite. On dit de lui qu'il croît et diminue selon les phases de la lune, pour atteindre sa pleine taille pendant les fêtes religieuses de l'été. 
La grotte se situe à une altitude de 3 888 mètres, à environ 141 km de Srinagar, la capitale du Jammu-et-Cachemire. Les forces de police et paramilitaires indiennes maintiennent une importante présence dans la région du fait des problèmes de sécurité y existant. Ceci rend nécessaire d'obtenir une autorisation préalable des autorités indiennes avant d'entreprendre un pèlerinage à Amarnath.

## Mythologie
Selon la mythologie hindoue, c'est dans cette grotte que Shiva expliqua le secret de la vie éternelle à sa parèdre, la belle Parvati ; la grotte abrite d'ailleurs deux autres formations de glace, dont l'une représente Parvati, et l'autre Ganesh, le fils de Shiva.
Si c'est cette grotte reculée que choisit Shiva pour révéler à Parvati le secret de la vie éternelle, c'était dans le but de s'assurer qu'aucune créature vivante n'entendrait ce secret. 
Mais deux colombes, qui nichaient à proximité, l'entendirent cependant, et devinrent donc éternelles ; les pèlerins venus à Amarnath affirment parfois avoir aperçu ces colombes éternelles.

## Pèlerinage

### Origine
Les références à Amarnath, tant dans des chroniques historiques telles que le Rajatarangini que dans les récits anciens de voyageurs occidentaux, montrent que la grotte sacrée est connue depuis des siècles. 
Le pèlerinage, selon ces chroniques, écrites par Kalhana en 1148-1149, existait déjà au XIIe siècle au moins. 

Le voyageur François Bernier, un médecin français qui accompagnait l'empereur Aurangzeb lors de sa visite au Cachemire en 1663, écrivit dans son livre Voyages dans l'empire moghol qu'il poursuivit son voyage « jusqu'à une grotte pleine de merveilleuses congélations, à deux jours de Sangsafed » ; La grotte à laquelle il se réfère est sans aucun doute celle d'Amarnath, car l'éditeur de la seconde édition de la traduction anglaise du livre, Vincient A. Smith explique dans son introduction que 

« la grotte remplie de merveilleuses congélations est la grotte d'Amarnath, dans laquelle des blocs de glace, des stalagmites formées par l'eau coulant du plafond de la grotte, sont adorées par de nombreux Hindous qui y voient des images de Shiva. »

### De nos jours
C'est un pèlerinage important pour les Hindous - environ 400 000 personnes viennent en pèlerinage durant les 45 jours qui entourent les fêtes de la mela de Shravani, en juillet-août, ce qui coïncide avec le mois sacré de Shravan.
Les fidèles font en général à pied les 42 km qui les séparent de la ville de Pahalgam, à environ 96 km de Srinagar, et mettent de 4 à 5 jours pour effectuer le voyage. Il existe deux voies d'accès pour parvenir au sanctuaire : le chemin le plus long, le plus traditionnel, part de Srinagar ; l'autre, plus court, part de la ville de Baltal. Quelques pèlerins, en particulier les plus âgés, effectuent le voyage à cheval, ou en Palanquin.